# Acmadenia rupicola
Acmadenia rupicola är en vinruteväxtart som beskrevs av I. Williams. Acmadenia rupicola ingår i släktet Acmadenia och familjen vinruteväxter. Inga underarter finns listade i Catalogue of Life.